# Фудбалска репрезентација Источног Тимора
Фудбалска репрезентација Источног Тимора (порт. Seleção Timorense de Futebol) национални је фудбалски тим који на међународној сцени представља азијску државу Источни Тимор. Делује под ингеренцијом Фудбалског савеза Источног Тимора (порт. Federação de Futebol de Timor-Leste) који је основан 2002, а у пуноправном чланству у ФИФА и АФК је од 2005. године.
Репрезентација је позната под надимцима O Sol Nascente (ср. Излазеће сунце) и Pequena Nação do Samba (Мала самба), национална боја је бела, а своје домаће утакмице репрезентација игра на Националном стадиону у Дилију капацитета око 13.000 места. ФИФА кôд земље је TLS. Најбољи пласман на ФИФА ранг листи репрезентација Источног Тимора остварила је у јуну 2015. када је заузимала 146. место, док су најлошији пласман имали у октобру 2010. када су заузимали 228. место.
У досадашњој историји репрезентација Источног Тимора се никада није пласирала на неко од значајнијих такмичења, укључујући светска и континентална првенства.

## Историјат
Фудбал су на Источни Тимор „донели” португалски колонизатори под чијом колонијалном управом се острво налазило све до 28. новембра 1975. и првог проглашења независности. Осам месеци касније острво је анектирано од стране Индонезије у чијем саставу остаје све до 20. маја 2002. када је и званично обновљена независност земље.
Убрзо након обнове независности основан је и национални фудбалски савез који постаје пуноправним чланом ФИФА и АФК током 2005. године. На међународној сцени репрезентација је дебитовала 21. марта 2003. у утакмици квалификација за Азијски куп 2004. против селекције Шри Ланке.
До прве победе у званичним међународним утакмицама, репрезентација Источног Тимора је дошла пуних десет година након оснивања, пошто је 5. октобра 2012. са високих 5:1 побеђена селекција Камбоџе. Четири дана касније остварена је још једна убедљива победа, резултатом 3:1, против селекције Лаоса (утакмице игране у оквиру регионалног Сузуки купа). У квалификацијама за светска првенства дебитовали су током 2007. у квалификацијама за СП 2010, са два убедљива пораза у прелиминарној рунди против селекције Хонгконга.
Почев од 2012. бројни натурализовани играчи почели су да наступају у дресу репрезентације Источног Тимора, уз образложење да се на тај начин жели подићи ниво фудбала у земљи, а углавном су у питању били фудбалери бразилског порекла. Тако је у утакмици против Палестине играној 8. октобра 2015. у стартној постави тиморског тима играло чак 7 натурализованих бразилских играча. Фудбалски савез Палестине је упутио званичну жалбу ФИФА и ФСИТ која је резултовала забраном играња за натурализоване играче. У наредних неколико утакмица репрезентација је играла са домаћим играчима, али су већ у квалификацијама за СП 2018. (у двомечу са Монголијом који је Тимор убедљиво добио) страни играчи наступали са фалсификованим документима, што је на крају довело до суспензије екипе и њиховог избацивања из даљих квалификација. Такође је тиму забрањено учешће и на Азијском купу 2023. године.

## Резултати на светским првенствима
| ФИФА светско првенство | ФИФА светско првенство | ФИФА светско првенство | ФИФА светско првенство | ФИФА светско првенство | ФИФА светско првенство | ФИФА светско првенство | ФИФА светско првенство | ФИФА светско првенство |                       | Квалификације за светска првенства | Квалификације за светска првенства | Квалификације за светска првенства | Квалификације за светска првенства | Квалификације за светска првенства | Квалификације за светска првенства |
| Година                 | Коло                   | Пласман                | Ут                     | П                      | Н                      | И                      | Гол+                   | Гол-                   | Ут                    | П                                  | Н                                  | И                                  | Гол+                               | Гол-                               |                                    |
| ---------------------- | ---------------------- | ---------------------- | ---------------------- | ---------------------- | ---------------------- | ---------------------- | ---------------------- | ---------------------- | --------------------- | ---------------------------------- | ---------------------------------- | ---------------------------------- | ---------------------------------- | ---------------------------------- | ---------------------------------- |
| 1930−1974.             | У саставу Португалије  | У саставу Португалије  | У саставу Португалије  | У саставу Португалије  | У саставу Португалије  | У саставу Португалије  | У саставу Португалије  | У саставу Португалије  | У саставу Португалије | У саставу Португалије              | У саставу Португалије              | У саставу Португалије              | У саставу Португалије              | У саставу Португалије              |                                    |
| 1978−1998.             | У саставу Индонезије   | У саставу Индонезије   | У саставу Индонезије   | У саставу Индонезије   | У саставу Индонезије   | У саставу Индонезије   | У саставу Индонезије   | У саставу Индонезије   | У саставу Индонезије  | У саставу Индонезије               | У саставу Индонезије               | У саставу Индонезије               | У саставу Индонезије               | У саставу Индонезије               |                                    |
| 2002.                  | Нису учествовали       | Нису учествовали       | Нису учествовали       | Нису учествовали       | Нису учествовали       | Нису учествовали       | Нису учествовали       | Нису учествовали       | Нису учествовали      | Нису учествовали                   | Нису учествовали                   | Нису учествовали                   | Нису учествовали                   | Нису учествовали                   |                                    |
| 2006.                  | Нису учествовали       | Нису учествовали       | Нису учествовали       | Нису учествовали       | Нису учествовали       | Нису учествовали       | Нису учествовали       | Нису учествовали       | Нису учествовали      | Нису учествовали                   | Нису учествовали                   | Нису учествовали                   | Нису учествовали                   | Нису учествовали                   |                                    |
| 2010.                  | Нису се квалификовали  | Нису се квалификовали  | Нису се квалификовали  | Нису се квалификовали  | Нису се квалификовали  | Нису се квалификовали  | Нису се квалификовали  | Нису се квалификовали  | 2                     | 0                                  | 0                                  | 2                                  | 3                                  | 11                                 |                                    |
| 2014.                  | Нису се квалификовали  | Нису се квалификовали  | Нису се квалификовали  | Нису се квалификовали  | Нису се квалификовали  | Нису се квалификовали  | Нису се квалификовали  | Нису се квалификовали  | 2                     | 0                                  | 0                                  | 2                                  | 1                                  | 7                                  |                                    |
| 2018.                  | Нису се квалификовали  | Нису се квалификовали  | Нису се квалификовали  | Нису се квалификовали  | Нису се квалификовали  | Нису се квалификовали  | Нису се квалификовали  | Нису се квалификовали  | 9                     | 2                                  | 2                                  | 5                                  | 7                                  | 30                                 |                                    |
| 2022.                  | Биће одлучено          | Биће одлучено          | Биће одлучено          | Биће одлучено          | Биће одлучено          | Биће одлучено          | Биће одлучено          | Биће одлучено          | Биће одлучено         | Биће одлучено                      | Биће одлучено                      | Биће одлучено                      | Биће одлучено                      | Биће одлучено                      |                                    |
| 2026.                  | Биће одлучено          | Биће одлучено          | Биће одлучено          | Биће одлучено          | Биће одлучено          | Биће одлучено          | Биће одлучено          | Биће одлучено          | Биће одлучено         | Биће одлучено                      | Биће одлучено                      | Биће одлучено                      | Биће одлучено                      | Биће одлучено                      |                                    |
| Укупно                 |                        | 0/21                   |                        |                        |                        |                        |                        |                        | 13                    | 2                                  | 2                                  | 9                                  | 11                                 | 48                                 |                                    |

## АФК азијски куп
| АФК азијски куп | АФК азијски куп                     | АФК азијски куп                     | АФК азијски куп                     | АФК азијски куп                     | АФК азијски куп                     | АФК азијски куп                     | АФК азијски куп                     | АФК азијски куп                     |                                     | Квалификације за Азијски куп        | Квалификације за Азијски куп        | Квалификације за Азијски куп        | Квалификације за Азијски куп        | Квалификације за Азијски куп        | Квалификације за Азијски куп        |
| Година          | Коло                                | Пласман                             | Ут                                  | П                                   | Н                                   | И                                   | Гол+                                | Гол-                                | Ут                                  | П                                   | Н                                   | И                                   | Гол+                                | Гол-                                |                                     |
| --------------- | ----------------------------------- | ----------------------------------- | ----------------------------------- | ----------------------------------- | ----------------------------------- | ----------------------------------- | ----------------------------------- | ----------------------------------- | ----------------------------------- | ----------------------------------- | ----------------------------------- | ----------------------------------- | ----------------------------------- | ----------------------------------- | ----------------------------------- |
| 1959−2000.      | Под влашћу Португала или Индонезије | Под влашћу Португала или Индонезије | Под влашћу Португала или Индонезије | Под влашћу Португала или Индонезије | Под влашћу Португала или Индонезије | Под влашћу Португала или Индонезије | Под влашћу Португала или Индонезије | Под влашћу Португала или Индонезије | Под влашћу Португала или Индонезије | Под влашћу Португала или Индонезије | Под влашћу Португала или Индонезије | Под влашћу Португала или Индонезије | Под влашћу Португала или Индонезије | Под влашћу Португала или Индонезије | Под влашћу Португала или Индонезије |
| 2004.           | Нису се квалификовали               | Нису се квалификовали               | Нису се квалификовали               | Нису се квалификовали               | Нису се квалификовали               | Нису се квалификовали               | Нису се квалификовали               | Нису се квалификовали               | 2                                   | 0                                   | 0                                   | 2                                   | 2                                   | 6                                   |                                     |
| / 2007.         | Нису учествовали                    | Нису учествовали                    | Нису учествовали                    | Нису учествовали                    | Нису учествовали                    | Нису учествовали                    | Нису учествовали                    | Нису учествовали                    | Нису учествовали                    | Нису учествовали                    | Нису учествовали                    | Нису учествовали                    | Нису учествовали                    | Нису учествовали                    | Нису учествовали                    |
| 2011.           | Нису учествовали                    | Нису учествовали                    | Нису учествовали                    | Нису учествовали                    | Нису учествовали                    | Нису учествовали                    | Нису учествовали                    | Нису учествовали                    | Нису учествовали                    | Нису учествовали                    | Нису учествовали                    | Нису учествовали                    | Нису учествовали                    | Нису учествовали                    | Нису учествовали                    |
| 2015.           | Нису учествовали                    | Нису учествовали                    | Нису учествовали                    | Нису учествовали                    | Нису учествовали                    | Нису учествовали                    | Нису учествовали                    | Нису учествовали                    | Нису учествовали                    | Нису учествовали                    | Нису учествовали                    | Нису учествовали                    | Нису учествовали                    | Нису учествовали                    | Нису учествовали                    |
| 2019.           | Нису се квалификовали               | Нису се квалификовали               | Нису се квалификовали               | Нису се квалификовали               | Нису се квалификовали               | Нису се квалификовали               | Нису се квалификовали               | Нису се квалификовали               | 11                                  | 0                                   | 0                                   | 11                                  | 0                                   | 44                                  |                                     |
| Укупно          | –                                   | 0/17                                | −                                   | −                                   | −                                   | −                                   | −                                   | −                                   | 13                                  | 0                                   | 0                                   | 13                                  | 2                                   | 50                                  |                                     |